# Ашшур-нирари III
Ашшур-нирари III — царь Ассирии приблизительно в 1203—1197 годах до н. э. или 1193—1187 годах до н. э.
Внук или сын Тукульти-Нинурты I, Ашшур-нирари III наследовал, возможно даже насильственным путём, своему дяде или брату Ашшур-надин-апалу.
Существует путаница с именем царя, который наследовал Тукульти-Нинурте I. В «Ассирийском царском списке», преемником Тукульти-Нинурты I назван его сын Ашшур-надин-апал, правивший 4 года. Однако в вавилонской «Хронике P» сообщается, что заговор против царя возглавил его сын с похожим именем Ашшур-нацир-апал. Возможно, переписчик «Хроники P» просто перепутал имя. В противном случае, возможно Ашшур-нирари III являлся сыном Ашшур-нацир-апала и, таким образом, внуком Тукульти-Нинурты I.
О шести годах правления Ашшур-нирари III ничего не известно. Очевидно, при нём продолжался начавшийся с убийством Тукульти-Нинурты I упадок ассирийского государства.